# Turner Stevenson
Turner Stevenson (né le 18 mai 1972 à Prince George en Colombie-Britannique au  Canada) est un joueur de hockey sur glace professionnel canadien.

## Carrière
Il commence sa carrière dans la ligue junior de la Ligue de hockey de l'Ouest en jouant pour les Thunderbirds de Seattle en 1989
Lors du repêchage d'entrée dans la Ligue nationale de hockey, les Canadiens de Montréal le choisissent en tant que douzième choix. Il ne fait pas tout de suite ses débuts dans la LNH mais passe encore un peu de temps dans la ligue junior, puis dans la Ligue américaine de hockey. Même s'il joue un match dans la LNH en 1992, ce n'est qu'en 1994 qu'il parvient à se faire une place dans la LNH.
En 2000, il rejoint les Devils du New Jersey, champions en titre de la Coupe Stanley. Ils gagnent cette même coupe en 2003.
Lors du lock-out 2004-2005, il ne joue pas et à la fin de la grève des joueurs, il rejoint les Flyers de Philadelphie pour une saison.

## Statistiques
Pour les significations des abréviations, voir Statistiques du hockey sur glace.
| Saison     | Équipe                   | Ligue      |     | Saison régulière | Saison régulière | Saison régulière | Saison régulière | Saison régulière |   | Séries éliminatoires | Séries éliminatoires | Séries éliminatoires | Séries éliminatoires | Séries éliminatoires |
| Saison     | Équipe                   | Ligue      | PJ  | B                | A                | Pts              | Pun              | PJ               | B | A                    | Pts                  | Pun                  |                      |                      |
| 1988-1989  | Thunderbirds de Seattle  | LHOu       | 69  | 15               | 12               | 27               | 84               | -                | - | -                    | -                    | -                    |                      |                      |
| 1989-1990  | Thunderbirds de Seattle  | LHOu       | 62  | 29               | 32               | 61               | 276              | 13               | 3 | 2                    | 5                    | 35                   |                      |                      |
| 1990-1991  | Canadiens de Fredericton | LAH        | -   | -                | -                | -                | -                | 4                | 0 | 0                    | 0                    | 5                    |                      |                      |
| 1991-1992  | Thunderbirds de Seattle  | LHOu       | 58  | 20               | 32               | 52               | 304              | 15               | 9 | 3                    | 12                   | 55                   |                      |                      |
| 1992-1993  | Canadiens de Fredericton | LAH        | 79  | 25               | 34               | 59               | 102              | 5                | 2 | 3                    | 5                    | 11                   |                      |                      |
| 1992-1993  | Canadiens de Montréal    | LNH        | 1   | 0                | 0                | 0                | 0                | -                | - | -                    | -                    | -                    |                      |                      |
| 1993-1994  | Canadiens de Fredericton | LAH        | 66  | 19               | 28               | 47               | 155              | -                | - | -                    | -                    | -                    |                      |                      |
| 1993-1994  | Canadiens de Montréal    | LNH        | 2   | 0                | 0                | 0                | 2                | -                | - | -                    | -                    | -                    |                      |                      |
| 1994-1995  | Canadiens de Fredericton | LAH        | 37  | 12               | 12               | 24               | 109              | -                | - | -                    | -                    | -                    |                      |                      |
| 1994-1995  | Canadiens de Montréal    | LNH        | 41  | 6                | 1                | 7                | 86               | -                | - | -                    | -                    | -                    |                      |                      |
| 1995-1996  | Canadiens de Montréal    | LNH        | 80  | 9                | 16               | 25               | 167              | 6                | 0 | 1                    | 1                    | 2                    |                      |                      |
| 1996-1997  | Canadiens de Montréal    | LNH        | 65  | 8                | 13               | 21               | 97               | 5                | 1 | 1                    | 2                    | 2                    |                      |                      |
| 1997-1998  | Canadiens de Montréal    | LNH        | 63  | 4                | 6                | 10               | 110              | 10               | 3 | 4                    | 7                    | 12                   |                      |                      |
| 1998-1999  | Canadiens de Montréal    | LNH        | 69  | 10               | 17               | 27               | 88               | -                | - | -                    | -                    | -                    |                      |                      |
| 1999-2000  | Canadiens de Montréal    | LNH        | 64  | 8                | 13               | 21               | 61               | -                | - | -                    | -                    | -                    |                      |                      |
| 2000-2001  | Devils du New Jersey     | LNH        | 69  | 8                | 18               | 26               | 97               | 23               | 1 | 3                    | 4                    | 20                   |                      |                      |
| 2001-2002  | Devils du New Jersey     | LNH        | 21  | 0                | 2                | 2                | 25               | 1                | 0 | 0                    | 0                    | 4                    |                      |                      |
| 2002-2003  | Devils du New Jersey     | LNH        | 77  | 7                | 13               | 20               | 115              | 14               | 1 | 1                    | 2                    | 26                   |                      |                      |
| 2003-2004  | Devils du New Jersey     | LNH        | 61  | 14               | 13               | 27               | 76               | 5                | 0 | 0                    | 0                    | 0                    |                      |                      |
| 2005-2006  | Flyers de Philadelphie   | LNH        | 31  | 1                | 3                | 4                | 45               | -                | - | -                    | -                    | -                    |                      |                      |
| Totaux LNH | Totaux LNH               | Totaux LNH | 644 | 75               | 115              | 190              | 969              | 67               | 6 | 12                   | 18                   | 66                   |                      |                      |